# Amaro do Vale
 (août 2025).
Amaro do Vale, né vers 1550 et mort vers 1619, est un peintre maniériste portugais. Il s'est illustré majoritairement dans l'Art sacré et était principalement actif dans la région de Lisbonne. Bien que son œuvre ait été saluée par les chroniqueurs de son époque, peu de ses œuvres ont survécu jusqu'à nos jours.

## Biographie

### Jeunesse et formation (1550-1590)
Amaro do Vale naît vers 1550 à Lisbonne, nous n'avons que peu d'éléments quant à son origine, sa jeunesse et sa formation d'artiste. En 1584, il crée un retable pour l'église du monastère de Sainte Marthe à Lisbonne, aujourd'hui disparu, mais dont il subsiste un dessin préparatoire.[réf. nécessaire]
Vers 1590, Amaro do Vale travailla au chantier de décoration de l'Escurial aux côtés de peintres romains (notamment Federico Zuccari ou Pellegrino Tibaldi) qui l'influencèrent grandement, son travail sur ce monument n'est pas documenté.

### Artiste confirmé et renommé (1590-1619)
Pour la cathédrale Sainte-Marie-Majeure de Lisbonne, il créa le retable du chœur, l'Assomption de la Vierge, ainsi que d'autres panneaux pour plusieurs églises de Lisbonne, mais toutes ces œuvres disparurent au fil des siècles.
Pour la cathédrale Notre-Dame-de-l'Immaculée-Conception de Leiria, il peignit également un retable entre 1605 et 1606, également perdu.

Son tableau le plus célèbre, aujourd'hui disparu, était un retable pour la chapelle de la Confrérie de Saint-Luc du monastère de l'Annonciation, aujourd'hui église Saint Joseph de l'Annonciation, à Lisbonne. Ce tableau, qui représentait saint Luc représentant la Vierge, fut commandé par la confrérie des peintres de la ville vers 1610. L'œuvre, hautement louée par Cirilo Volkmar Machado, fut perdue après les invasions napoléoniennes. Un dessin préparatoire, cependant, subsiste au Cabinet de Dessins du Musée National d'Art Ancien et révèle l'influence du maniérisme romain sur l'œuvre de l'artiste. Le musée possède également plusieurs autres dessins d'Amaro do Vale, réalisés en préparation de retables aujourd'hui disparus.

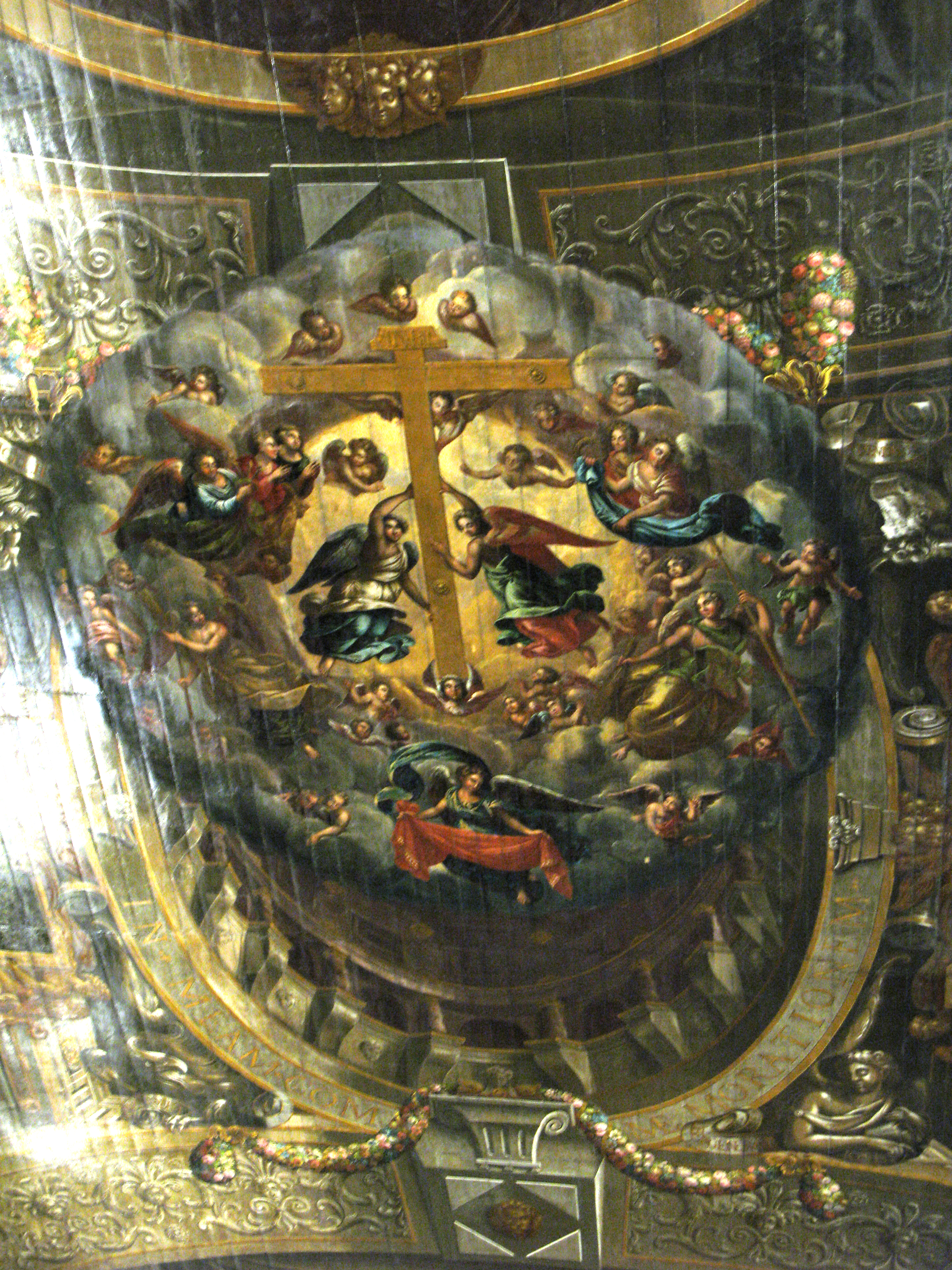
Plafond de l'église Saint-Roch de Lisbonne.

On lui attribue notamment un grand panneau, l'Apparition de Notre-Dame de Porto Seguro, dans l'église Saint-Louis-des-Français de Lisbonne. Sur ce panneau, Notre-Dame apparaît sur une vue panoramique de Lisbonne, ce qui confère à l'œuvre une grande valeur iconographique.
Dans l'église Saint-Roch de Lisbonne, il acheva la peinture du plafond en bois de l'église, commencée par Francisco Venegas. On pense qu'Amaro do Vale a créé les médaillons peints de la composition ; en particulier, le panneau nommé Miracle de la Multiplication des Pains et des Poissons, en raison de sa qualité et de son style, elle est probablement de son œuvre.
Sur la base des dessins et des œuvres conservées, le chercheur Vítor Serrão attribue à Amaro do Vale un panneau de haute qualité représentant l'Adoration de la Cour Céleste, d'origine inconnue et aujourd'hui dans les dépôts du Musée National d'Art Ancien de Lisbonne.
Amaro do Vale décède à Lisbonne, intégré à l'Union Ibérique, vers 1619.